# Crack (programmering)
Crack (engelska för "bryta isär", "knäcka"), är en metod eller programvara för att ge olovlig tillgång till ett datorsystem eller ett annat datorprogram. Den som skapar ett crack kallas för crackare eller cracker.
Crack kan delas upp i två kategorier: dels modifiering av datorprogram för att kringgå kopieringsskydd eller andra inprogrammerade begränsningar (lagligt eller olagligt), så kallade mjukvarucrack, dels intrång i datorsystem med avsikt att få tillgång till data, mjukvara eller processorkraft, dataintrång.